# Библиотечно-библиографическая классификация
Библиотечно-библиографическая классификация (ББК) — национальная классификационная система России в области библиотечного дела.

## История
В соответствии с соглашением 2000 года авторским правом на ББК располагают три библиотеки — разработчики системы:
- Российская государственная библиотека;
- Российская национальная библиотека;
- Библиотека Российской академии наук.

Координационным федеральным межведомственным центром по ведению ББК является Научно-исследовательский центр развития ББК при РГБ. В соответствии с законодательством об авторском праве любое издание, так или иначе относящееся к ББК, должно быть согласовано с НИЦ ББК.
Главным редактором ББК с 1997 по 2021 год являлся Э. Р. Сукиасян.

## Классы ББК
| Индексы ББК для научных библиотек | Название раздела | Индексы ББК для массовых библиотек |
| --------------------------------- | --- | ---------------------------------- |
| А                                 | Общенаучное и междисциплинарное знание                                                                                               | 1                                  |
| Б/Е                               | Естественные науки | 2                                  |
| Б                                 | Естественные науки в целом | 20                                 |
| В                                 | Физико-математические науки | 22                                 |
| Г                                 | Химические науки | 24                                 |
| Д                                 | Науки о Земле | 26                                 |
| Е                                 | Биологические науки | 28                                 |
| Ж/О                               | Техника. Технические науки | 3                                  |
| Ж                                 | Техника и технические науки в целом                                                                                                  | 30                                 |
| З1/7                              | Энергетика | 31                                 |
| З8/9                              | Радиоэлектроника | 32                                 |
| И                                 | Горное дело | 33                                 |
| К                                 | Технология металлов. Машиностроение. Приборостроение                                                                                 | 34                                 |
| Л1/7                              | Химическая технология. Химические производства                                                                                       | 35                                 |
| Л8/9                              | Пищевые производства | 36                                 |
| М                                 | Технология древесины. Производства легкой промышленности. Домоводство. Бытовые услуги. Полиграфическое производство. Фотокинотехника | 37                                 |
| Н                                 | Строительство | 38                                 |
| О                                 | Транспорт | 39                                 |
| П                                 | Сельское и лесное хозяйство. Сельскохозяйственные и лесохозяйственные науки                                                          | 4                                  |
| Р                                 | Здравоохранение. Медицинские науки                                                                                                   | 5                                  |
| С/Ю                               | Социальные (Общественные) и гуманитарные науки                                                                                       | 6/8                                |
| С                                 | Социальные науки в целом. Обществознание                                                                                             | 60                                 |
| Т                                 | История. Исторические науки | 63                                 |
| У                                 | Экономика. Экономические науки | 65                                 |
| Ф                                 | Политика. Политическая наука | 66                                 |
| Х                                 | Право. Юридические науки | 67                                 |
| Ц                                 | Военное дело. Военная наука | 68                                 |
| Ч                                 | Культура. Наука. Просвещение | 7                                  |
| Ч1                                | Культура. Культурология | 71                                 |
| Ч2                                | Наука. Науковедение | 72                                 |
| Ч4                                | Образование. Педагогические науки | 74                                 |
| Ч5                                | Физическая культура и спорт | 75                                 |
| Ч6                                | Средства массовой информации. Книжное дело                                                                                           | 76                                 |
| Ч7                                | Культурно-досуговая деятельность | 77                                 |
| Ч8                                | Библиотечная, библиографическая и научно-информационная деятельность                                                                 | 78                                 |
| Ч9                                | Охрана памятников истории и культуры. Музейное дело. Выставочное дело. Архивное дело                                                 | 79                                 |
| Ш                                 | Филологические науки. Художественная литература                                                                                      | 80/84                              |
| Ш0                                | Филологические науки в целом | 80                                 |
| Ш1                                | Языкознание (лингвистика) | 81                                 |
| Ш2                                | Фольклор. Фольклористика | 82                                 |
| Ш3                                | Литературоведение | 83                                 |
| Ш4                                | Художественная литература | 84                                 |
| Щ                                 | Искусство. Искусствознание | 85                                 |
| Щ03                               | История искусства | 85.03                              |
| Щ1                                | Изобразительное искусство и архитектура                                                                                              | 85.1                               |
| Щ3                                | Музыка и зрелищные искусства | 85.3                               |
| Щ7                                | Другие виды и формы искусства | 85.7                               |
| Э                                 | Религия | 86                                 |
| Э2                                | Религия в целом. Религиоведение | 86.2                               |
| Э3                                | Отдельные религии | 86.3                               |
| Э4                                | Мистика. Магия. Эзотерика и оккультизм                                                                                               | 86.4                               |
| Э7                                | Свободомыслие | 86.7                               |
| Ю0/8                              | Философия | 87                                 |
| Ю0                                | Философия в целом | 87.0                               |
| Ю1                                | Метафизика. Онтология | 87.1                               |
| Ю2                                | Гносеология (эпистемология). Философия науки                                                                                         | 87.2                               |
| Ю3                                | История философии | 87.3                               |
| Ю4                                | Логика | 87.4                               |
| Ю5                                | Философская антропология. Аксиология                                                                                                 | 87.5                               |
| Ю6                                | Социальная философия | 87.6                               |
| Ю7                                | Этика | 87.7                               |
| Ю8                                | Эстетика | 87.8                               |
| Ю9                                | Психология | 88                                 |
| Я                                 | Литература универсального содержания                                                                                                 | 9                                  |

## Таблицы ББК
Для того, чтобы библиотечную классификацию можно было использовать в библиотеках, её оформляют в виде книги — таблиц классификации. Таблицы классификаций — это пособие, предназначенное для определения классификационных индексов с целью упорядочения документов в фонде и библиографической записи в систематическом каталоге в соответствии с используемой в библиотеке системой классификации.

### Варианты таблиц
- Универсальные
  - Полные
  - Средние
  - Сокращенные.
- Отраслевые.

По соглашению 2000 года ББК переходит на новую типологию изданий, а система таблиц ББК включает 3 варианта: полные (эталонные), средние и сокращённые. Такое деление заимствовано из международной практики издания таблиц классификации ДКД и УДК. Полные, средние и сокращённые таблицы согласованы между собой по структуре и индексации и различаются только по степени детализации (глубине раскрытия) таблиц.

### Структура таблиц
- Основные таблицы
- Таблицы специальных типовых делений
- Таблицы общих типовых делений
- Алфавитно-предметный указатель

#### Структура основных таблиц
Первый ряд основных таблиц — семь отделов, разделён на подотделы, составляющие второй ряд делений, подотделы, в результате последующего дробления образуют третий ряд делений и так далее. Все деления имеют условные обозначения, которые называются индексами. По своей форме индексы могут быть однородными, состоящими только из арабских цифр, или смешанными, когда в их состав входят и цифры и буквы. Для удобства пользования в каждом из подотделов «Таблиц» показаны основные деления ступени, а в особо сложных по построению отделах даны также подразделы.
Во многих рубриках «Таблиц» есть ссылки и отсылки. Назначение их различно.
Ссылки, обозначенные словами «см. также», связывают родственные по содержанию отрасли знания.
Отсылки, обозначены словом «см.», предостерегают от неверного решения, а кроме того, подсказывают, в какой именно раздел надо отнести книгу.

#### Структура общих типовых делений
Деления подразделяются на три вида:
- тематические, обозначающие повторяющиеся во всех или многих отраслях знания признаки содержания произведений печати;
- формальные, характеризующие форму и назначение произведений печати;
- территориальные, отражающие систему территориальных понятий; политических, политико-административных, а также неадминистративных.

Тематические и формальные общие типовые деления позволяют образовывать специальные рубрики для разных видов произведений печати: словарей, справочников, учебников и т. п.; выделить особенно важные понятия, которые типичны для разных отраслей знания: философские вопросы науки, её методологию, руководство и управление, организацию и охрану труда, технику безопасности труда, методику и технику научных исследований, историю науки и другое. Индексы ОТД обозначаются строчными буквами русского алфавита: в, г, к, л, и, с, у, р, ц, я.
Территориальные типовые деления предназначены для образования рубрик, обозначающих местность (территорию, регион) в отделах истории, географии и некоторых других. Особенность таблиц территориальных типовых делений заключается в том, что они представлены в двух вариантах: для естественных наук, где большую роль играют неадминистративные территории, и для общественных наук. Территориальные деления согласованы между собой, имеют общий основной ряд, одинаковые буквенные значения политических и политико-административных территорий; детализация их определяется спецификой наук.

#### Структура специальных типовых делений
Помимо типовых делений, имеющих одинаковое значение во всех отделах «Таблиц», внутри «Основных делений классификации» существуют специальные типовые деления. Специальные типовые деления разработаны во многих отделах ББК, они присоединяются к индексу основных таблиц через дефис.

#### Алфавитно-предметный указатель
В указателе наименования предметов и понятий расположены в порядке строго алфавита, а рядом указан индекс, под которым их можно найти в «Таблицах», помогает в разыскивании нужной рубрики. Он также показывает, как один и тот же предмет представлен в разных отраслях знания в зависимости от того, с какой точки зрения он рассматривается. В указатель включены понятия и предметы как содержащиеся в «Таблицах», так и отсутствующие в них. Система отсылок, действующая в указателе, связывает не только понятия внутри указателя, но и предлагает методические решения, полезные при систематизации.
Пример:
| Термин АПУ                              | Индекс таблиц ББК |
| --------------------------------------- | ----------------- |
| Ковка                                   | 34.623            |
| Ковры как предмет прикладного искусства | 85.126            |
| Ковры, производство                     | 37.273            |
| Кодирование                             | 32.811.4          |
| Кожа                                    | 28.706            |
| Кожа, болезни                           | 55.83             |
| Кожа, гигиена                           | 51.204.1          |
| Кожаные изделия                         | 37.256            |

### Последовательность применения индексов
| Индексы                                 | Знаки препинания |
| --------------------------------------- | ---------------- |
| Индексы общих типовых делений           | точка            |
| Индексы территориальных типовых делений | скобка           |
| Индексы специальных типовых делений     | дефис            |
| Индексы общих типовых делений           | нет              |

Пример: 81.411.2-3я73, где:
| 81.411.2 | Русский язык              | Основные таблицы                   |
| -3       | Лексикология              | Индекс специальных типовых делений |
| я73      | Учебные издания для вузов | Индекс общих типовых делений       |

## Примеры
- Для издания Орфографический словарь русского языка: 106000 слов. Ред.: С. Г. Бархударов, И. Ф. Протченко, Л. И. Скворцов. 15-е изд. — М.: «Русский язык», 1978. — 478 с. код ББК будет 81.411.2-4, где:

- 81 — «Языкознание»
- 81.40/59 — «Индоевропейские языки в целом»
- 81.41 — «Славянские языки»
- 81.411 — «Восточнославянские языки»
- 81.411.2 — «Русский язык»
- 81.411.2-4 — «Русский язык. Словари»

- Для издания Каневская И. Ю. Биологические особенности и приемы адаптивной технологии возделывания тритикале в степной зоне Поволжья. Автореф. дис. … канд. с/х. наук. — Саратов, 2006. — 19 с. код ББК будет 42.112 : 40.0 (235.54), где:

- 42 — «Специальное (частное) растениеводство»
- 42.1 — «Полеводство»
- 42.11 — «Зерновые и зернобобовые культуры»
- 42.112 — «Зерновые культуры»
- 40.0 — «Сельскохозяйственная биология (агробиология)»
- 235.54 — «Поволжье»

- Для издания Кузнецова Н. А. Развитие системы сельскохозяйственных потребительских кооперативов. Автореф. дис. д-ра. экон. наук. — Саратов, 2005. — 44 с. код ББК будет 65.321.8, где:

- 65 — «Экономика. Экономические науки»
- 65.2/4 — «Сектора и отрасли экономики»
- 65.32 — «Экономика сельского хозяйства»
- 65.321 — «Экономика сельскохозяйственных предприятий»
- 65.321.8 — «Сельскохозяйственные кооперативы».

## Печатные издания таблиц ББК
Эталонный, базовый вариант таблиц ББК, — полные таблицы ББК в 25 выпусках (30 книг), изданные в 1960—1968 годы, с последующими дополнениями и исправлениями. Она не переиздаются и поддерживаться только в машиночитаемом виде.
Средние таблицы ББК предназначены для систематизации литературы в библиотеках разных типов и видов: универсальных научных, высших учебных заведений, отраслевых и специализированных. Во втором издании под редакцией Э. Р. Сукиасяна, значительно переработаны многие разделы наук, пересмотрена структура отдельных разделов, уточнена научная периодизация, расширены возможности типизации. Выпуски издания:
- ББК. Средние таблицы. Вып. 1 «Социальные науки в целом. Обществознание. История. Исторические науки». — М.: «Либерея», 2001. — 314 с. (В 2002 году вышли дополнения.)
- ББК. Средние таблицы. Вып. 2 «Экономика. Экономические науки. Политика. Политология. Право. Юридические науки. Военное дело. Военная наука». — М.: «Либерея-Бибинформ», 2005. — 559 с.
- ББК. Средние таблицы. Вып. 3 «Сельское и лесное хозяйство. Сельскохозяйственные и лесохозяйственные науки. Здравоохранение. Медицинские науки». — М.: «Либерея-Бибинформ», 2007. — 399 с.
- ББК. Средние таблицы. Вып. 4 «Культура. Наука. Просвещение». — М.: «Пашков дом», 2011. — 334 с. (В 2017 году вышли дополнения и исправления.)
- ББК. Средние таблицы. Вып. 5 «Филологические науки. Художественная литература. Искусство. Искусствознание. Религия. Философия. Психология». — М.: «Пашков дом», 2012. — 600 с.
- ББК. Средние таблицы. Вып. 6 «Техника. Технические науки». — М.: «Пашков дом», 2013. — 783 с.
- ББК. Средние таблицы. Вып. 7 «Естественные науки». — М.: «Пашков дом», 2018. — 836 с.
- ББК. Средние таблицы. Вып. 8 «Междисциплинарное знание. Литература универсального содержания. Типовые деления общего применения». — М.: «Пашков дом», 2019. — 455 с.
- ББК. Средние таблицы. Вып. 9. Сводный алфавитно-предметный указатель. В 2-х тт. Т. 1. — М.: «Пашков дом», 2022. — 700 с.
- ББК. Средние таблицы. Вып. 9. Сводный алфавитно-предметный указатель. В 2-х тт. Т. 2. — М.: «Пашков дом», 2022. — 807 с.

С 2021—2022 годов тома переиздаются в качестве второго и третьего, стереотипных изданий.
Сокращённые таблицы ББК в одном томе заменяет вариант для массовых библиотек. Таблицы ББК для массовых библиотек состоят из нескольких видов таблиц: основных, общих, территориальных и специальных типовых делений. Издание выходит в свет с интервалом 8—10 лет. Второе издание вышло в конце 1990-х годов. Многие разделы устарели, были дополнены и расширены в последних изданиях средних таблиц.